# Srikanth Kidambi
Srikanth Kidambi (కిదాంబి శ్రీకాంత్; Guntur, 7 febbraio 1993) è un giocatore di badminton indiano.

## Palmarès

### Giochi del Commonwealth
- 2 medaglie:
  - 1 oro (Gold Coast 2018 a squadre miste)
  - 1 argento (Gold Coast 2018 nel singolo)

### Giochi dell'Asia meridionale
- 2 medaglie:
  - 2 ori (Guwahati 2016 nel singolo; Guwahati 2016 a squadre)